# Johan Claesson (fotbollsspelare)
Carl Johan Leopold Claesson, född 12 augusti 1981 i Uppsala, är en svensk före detta fotbollsspelare. 
Claesson började sin karriär i Hagby IK. Därefter blev det spel i IK Sirius, där han debuterade redan som 13-åring 1995. Claesson skrev på för Gefle IF inför klubbens comeback i allsvenskan säsongen 2005. Under fyra allsvenska säsonger för Gefle spelade han 97 av klubbens 108 matcher, 83 av dem från start och 14 som inhoppare. På dessa fyra säsonger gjorde han tre mål och assisterade till nio. Mittfältaren gick 2009 till Portland Timbers i den amerikanska proffsligan USL1. Efter två säsonger i Portland blev det den 3 januari 2011 klart att Claesson återvänder till sin gamla klubb IK Sirius. Efter ett skadedrabbat 2013 deklarerade "Clage" att sista säsongen var spelad, en säsong som resulterade i serieseger för Sirius.